# Hegyi kalandrapacsirta

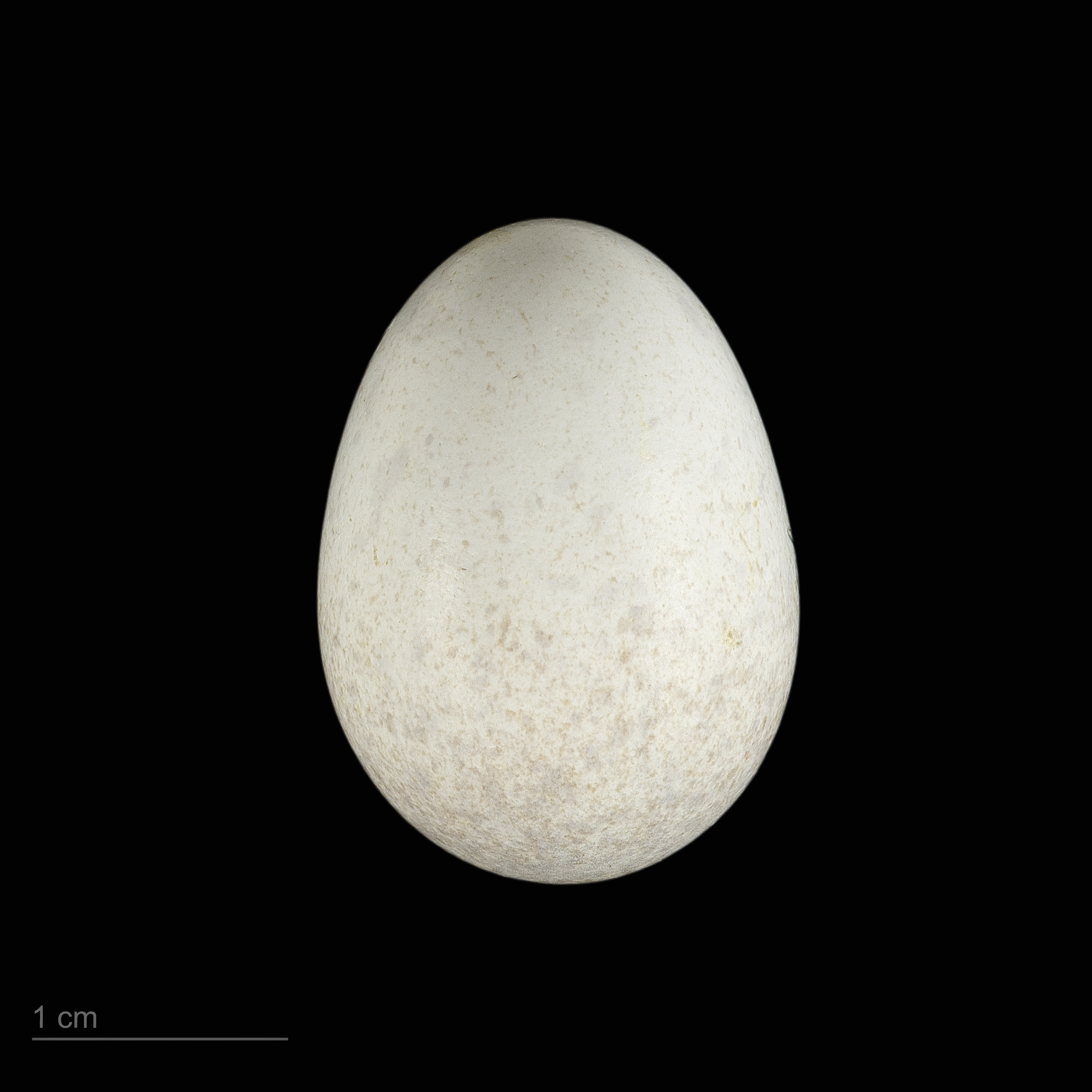
Melanocorypha bimaculata

A hegyi kalandrapacsirta (Melanocorypha bimaculata) a madarak osztályának verébalakúak (Passeriformes) rendjébe és a pacsirtafélék (Alaudidae) családjába tartozó faj.

## Rendszerezése
A fajt Édouard Ménétries francia ornitológus írta le 1832-ben, az Alauda nembe Alauda bimaculata néven.

## Alfajai
- Melanocorypha bimaculata bimaculata (Ménétriés, 1832)
- Melanocorypha bimaculata rufescens C. L. Brehm, 1855
- Melanocorypha bimaculata torquata Blyth, 1847[2]

## Előfordulása
Afganisztán, Azerbajdzsán, Bahrein, Kína, Ciprus, Egyiptom, Eritrea, Etiópia, India, Irán, Irak, Izrael, Jordánia, Kazahsztán, Kuvait, Kirgizisztán, Libanon, Omán, Örményország Pakisztán, Katar, Szaúd-Arábia, Szudán, Szíria, Tádzsikisztán, Törökország, Türkmenisztán, Egyesült Arab Emírségek és Üzbegisztán területén honos. Míg Dzsibuti, Finnország, Görögország, Olaszország, Japán, Svédország, az Egyesült Királyság és Jemen területén csak kóborló.
Természetes élőhelyei a mérsékelt övi, szubtrópusi vagy trópusi gyepek, sziklás környezetben. Vonuló faj.

## Megjelenése
Testhossza 18 centiméter, testtömege 47-62 gramm.

## Természetvédelmi helyzete
Az elterjedési területe rendkívül nagy, egyedszáma pedig nagy és stabil. A Természetvédelmi Világszövetség Vörös listáján nem fenyegetett fajként szerepel.